# Shahrestān di Shaft
Lo shahrestān di Shaft (farsi شهرستان شفت) è uno dei 16 shahrestān della provincia di Gilan, in Iran. Il capoluogo è Shaft. Lo shahrestān è suddiviso in 2 circoscrizioni (bakhsh): 
- Centrale (بخش مرکزی)
- Ahmad Sargurab (بخش احمدسر گوراب)